# Coasta (okręg Bistrița-Năsăud)
Coasta – wieś w Rumunii, w okręgu Bistrița-Năsăud, w gminie Șieu-Odorhei. W 2011 roku liczyła 193 mieszkańców.